# Korkeasaari (ö i Finland, Norra Österbotten, Koillismaa, lat 66,10, long 29,03)
Korkeasaari är en ö i Finland. Den ligger i sjön Kangerjärvi och i kommunen Kuusamo i den ekonomiska regionen  Koillismaa ekonomiska region  och landskapet Norra Österbotten, i den nordöstra delen av landet, 700 km norr om huvudstaden Helsingfors. Öns area är 0,5 hektar och dess största längd är 100 meter i sydöst-nordvästlig riktning.